# Alchemilla woodii
Alchemilla woodii là loài thực vật có hoa trong họ Hoa hồng. Loài này được Kuntze mô tả khoa học đầu tiên.